# Coupé Cloué
Jean Gesner Henry (10 de mayo de 1925-29 de enero de 1998), popularmente conocido como Coupé Cloué, fue un cantante, guitarrista y líder de banda haitiano, conocido por haber definido un estilo de música, kompa que él dio a conocer como kompa mamba, porque algunas de las letras de sus canciones las sazonaba con expresiones de humorístico doble sentido y picardía. Fue uno de los más prominentes músicos haitianos, logrando también un gran éxito en África.

## Biografía
De joven recibió una formación musical clásica y trabajó la ebanistería antes de convertirse en futbolista profesional. Fue del fútbol, precisamente, jugando como defensor para el club Aigle Noir AC (Águilas Negras) de Port-au-Prince, donde tomó su sobrenombre de Coupé Cloué.
Se inició en la música en 1951, interpretando la guitarra y luego en 1957 conformó el Trío Crystal, al que después llamó Trio Select, junto con otro guitarrista y un maraquero. 
El primer álbum que prensó fue hacia fines de los años 1960. A principios de la década de 1970, el grupo dejó de ser un trío para convertirse en una banda a la que hicieron llamar Ensemble Select. Fue entonces cuando empezaron a aparecer en sus canciones las letras llenas de picardía y sentido sexual, a menudo simplemente “conversado” en medio de las canciones lo que se convirtió uno de sus sellos particulares.
En 1978 Henry inició una serie de intensas giras por todo el territorio africano lo cual incrementó, en gran proporción, su reconocimiento internacional. 
Su popularidad en la zona oeste de África se catapultó debido a la similitud de ritmos y sonidos que Henry ofrecía en su música, con los encontrados en las canciones nativas de las tribus originarias de esa zona y que se identifican como música soukous. Fue entonces cuando adquirió el remoquete de Roi Coupé (Rey Coupé). 
Las décadas de los ochenta y noventa fueron sumamente prolíficas en su discografía, enriquecida entonces por los sonidos incorporados de África.
Henry murió a causa de diabetes en enero de 1998, sin haberse retirado de la música, sino tan solo en ese mes a causa de su enfermedad. Fue sepultado en Port-au-Prince, y sus funerales, presididos por el ministro interino de la Cultura de Haití, tomaron todo el día y congregaron a cientos de miles de personas de diversas partes del mundo.

## Discografía
- 1970: Plein calle
- 1971: Haïti vol.2
- 1972: Gro banbou
- 1973: Cribiche
- 1975: Map di
- 1977: Preacher
- 1978: L'Essentiel
- 1979: World of
- 1980: Back to roots
- 1981: Abseloutment
- 1981: Couci-couça
- 1982: En dedans
- 1983: 25th anniversaire
- 1983: Antan'n pou antan'n nou
- 1983: Ca fe map peye
- 1984: 5 Continents
- 1985: Mme Marcel
- 1986: Malingio
- 1987: Bel mariage
- 1988: Racines
- 1989: Coupe cloue-bèl mè
- 1991: Full tank
- 1992: Femme ce poto fe
- 1993: Ti tete la
- 1997: 40th anniversary
- 2010:  The Preacher

## En la cultura popular
Las canciones "Madame Marcel" y "Papa Loco", se presentaron en la película de 1988 La serpiente y el arco iris.